# Марек, Павел
Па́вел Ма́рек (чеш. Pavel Marek; 17 марта 1949, Шумперк) — чешский историк, специализирующийся на новейшей чешской политической, культурной и церковной истории. Он является заслуженным профессором истории Чехии.

## Биография
Родился в семье Йозефа (1907—1984) и Людмилы (1910—1995) Марек. Окончил среднюю общеобразовательную школу в Простеёве (1967), затем изучал историю и русский язык на педагогическом факультете Университет Палацкого в Оломоуце, которую окончил в 1972 году. Заочно изучал архивирование и историю в Карловом университете в Праге (1976). Он получил степени доктора философии, доктора философии и доктора философии.
С 1982 по 1992 год он работал в Национальном музее Простеёва, которым руководил до 1992 года после Бархатной революции.
В 1991—1995 годах окончил докторантуру в историческом отделении факультете искусств Масарикова университета в Брно.
В 1992—1994 годах работал на педагогическом факультете Университета Палацкого, затем в 1994—2007 годах на кафедре политологии Университета Палацкого. Здесь он получил степень младшего специалиста (1998) и профессора (2003). В 2007 году перевёлся на кафедру истории философского факультета Университета Палацкого.
До выхода на пенсию работал на кафедре истории философского факультета Университета Палацкого и на факультете искусств Католического университета в Ружомбероке. В настоящее время в качестве заслуженного профессора занимается политической историей (история партизанства и политического католицизма), культурной и церковной историей XIX и XX веков.
Павел Марек является лауреатом Премии города Простеёв за 2009 год за многолетнюю издательскую и редакторскую деятельность и популяризацию города. Ректор Католического университета в Ружомбероке отметил его научную и педагогическую деятельность, наградив его несколькими ректорскими наградами, а в 2009 году — Большой медалью университета.